# 손민석 (야구 선수)
손민석(2004년 6월 21일 ~ )은 KBO 리그 kt 위즈의 내야수이다.

## kt 위즈시절
2023년에 입단하였다. 2023년 4월 1일 LG 트윈스와의 경기에 출전하며 데뷔 첫 경기를 치렀고, 경기 후반에 대주자, 대수비로 출전해 타석에는 들어서지 못했다.

## 출신 학교
- 경남 감천초등학교
- 부산개성중학교
- 경남고등학교